# Jackson vibe
Jackson vibe (잭슨 바이브)는 일본의 스카 밴드 SKA SKA CLUB (현재 활동 휴지중)의 멤버 그로바 요시카즈와 하시타니 코우이치가 2003년에 새롭게 결성한 3인조 락 밴드이다.
2004년, 드라마 AT HOME DAD의 주제곡으로 사용된 〈朝焼けの旅路〉가 큰 히트를 기록했다.
2007년 2월, Binyl records으로 이적. 이적 후 싱글 5장과 앨범 1장으로 총 6장의 음반이 연속으로 발매되었다.

## 음반

### 싱글
1. 虹色の影（2003年10月16日）
2. 朝焼けの旅路（2004年6月2日）
3. セピア（2004年10月27日）
4. さよならヒーロー（2005年9月14日）
5. 浪漫PEOPLE（2007年2月14日）
6. 桜（2007年3月14日）
7. LIFE（2007年4月18日）
8. あなたの顔が見たい（2007年5月16日）
9. 待ちぼうけ～Honey,Honey～ (2007年6月13日)
10. 夜をかけぬけろ (2009年7月22日)

### 정규 앨범
1. Jackson vibe（2004年2月11日）
2. Welcome to the FUN（2005年1月26日）
3. GET ON THE BUS（2006年4月26日）
4. 24 HOUR DREAMING PEOPLE (2007年7月4日)
5. VIBES (2008年6月4日)
6. 夜をかけぬけろ/アリシア (2009年9月23日)